# Linnaemya nigrifrons
Linnaemya nigrifrons là một loài ruồi trong họ Tachinidae.